# مينا كوماري (رافعة أثقال)
مينا كوماري (15 أغسطس 1989) هي رافعة أثقال هندية وضابطة شرطة، احتلت المركز الخامس في فئة وزن 58 كجم للسيدات في ألعاب الكومنولث 2014 في غلاسكو.

## الرياضة

### الشرطة
انضمت كوماري إلى شرطة البنجاب بعد التحاقها بالكلية وبحلول عام 2016، كانت مساعد المفتش الفرعي.

### الرياضة
كانت كوماري سابقًا متسلقة للجبال وقافزة بالمظلات. أختيرت لبعثة فيلق كاديت الوطني 2007-8 إلى إيفرست. بدأت كوماري في رفع الأثقال في عام 2008 عندما التحقت بالجامعة بتشجيع من عمها الذي شارك هو نفسه.
بعد انضمامها إلى الشرطة، دُربت من قبل رافع الأثقال التابع للشرطة سارانجيت كوندان وبرعاية المشرع باوان كومار تينو.
فازت بالميدالية الذهبية في رفع الأثقال للسيدات في فئة 63 كجم في ألعاب شرطة الهند في ديسمبر 2013، وهي ثالث ميدالية ذهبية لها على التوالي في هذه الألعاب. لقد رفعت 110 كجم في النطر، أي أفضل بمقدار كيلوغرامين من ذهبها في فئة 58 كجم في العام السابق.
في دورة ألعاب الكومنولث في غلاسكو في يوليو 2014، احتلت كوماري المركز الخامس في فئة 58 كجم، حيث رفعت إجماليًا 194 كجم، 83 كجم في الخطف و111 كجم في النطر. في عام 2017، شاركت كوماري في البطولة الوطنية العليا لرفع الأثقال في ولاية كيرالا وفازت بالميدالية الفضية في الرفعة المميتة والبرونزية في القرفصاء، وجاء في المركز الثالث في فئة 63 كجم.